# アンディ・オロゴン
アンディ・オロゴン（Andy Ologun、1983年6月11日 - ）は、ナイジェリアの男性元プロボクサー、キックボクサー、総合格闘家、タレント。オヨ州イバダン出身。キックボクサー時代は加藤督朗の指導を受け、K-1ミドル級王者アンディ・サワーからダウンを奪うなどの活躍を見せた。その後、プロボクサーに転身した。タレント活動も行っており、兄ボビー・オロゴンとともに『いきなり!黄金伝説。』などのバラエティ番組に出演するなどしている。

## 来歴
34人兄弟の13番目として生まれる。ナイジェリア陸軍に所属し、ニジェール・デルタ解放運動の鎮圧にも参加。
2003年に来日し、モデルを行っていたが、兄の格闘技デビューで格闘技に憧れを持ち、2005年に格闘技のトレーニングを開始する。

### K-1
2006年1月24日にK-1デビューが発表され、2月4日のK-1 WORLD MAXにて飯伏幸太と対戦予定であったが、練習中に右手指間筋を断裂し、欠場となった。
2006年9月4日、K-1 WORLD MAXで改めてデビュー。安廣一哉と対戦し、0-2の判定負け。
2006年12月31日の「K-1 PREMIUM 2006 Dynamite!!」では金子賢とHERO'Sルールで対戦し、3-0の判定勝ち。
2007年2月5日、K-1 WORLD MAX 日本代表決定トーナメントへ参戦。1回戦で小比類巻貴之と対戦し、3R戦うも決着が付かず、延長戦にもつれ込む。延長戦でカウンターの右ストレートでダウンを奪い、3-0の判定勝ち。しかし、1回戦で左足腓骨を骨折し、準決勝はドクターストップがかかって棄権した。
2007年4月4日、K-1 WORLD MAX 2007 〜世界最終選抜〜でブアカーオ・ポー.プラムックと対戦。「1分立っていられたら勝ち」と言っていたが判定まで持ち込む健闘を見せるも、0-3の判定負け。
2007年6月28日、K-1 WORLD MAX 2007 〜開幕戦〜でTATSUJIと対戦し、0-2の判定負け。
2007年10月28日、シュートボクシング「GROUND ZERO TOKYO 2007」でアンディ・サワーと対戦。1Rに右ストレートでダウンを奪ったものの、2Rにダウンを奪い返されるなどして、0-3の判定負け。
2008年2月2日、「K-1 WORLD MAX 2008 〜日本代表決定トーナメント〜」に出場。1回戦で山本優弥からダウンを奪い3-0で判定勝ちするも、準決勝で城戸康裕に0-3の判定負け。
2008年7月6日、JR東日本山手線の電車内で盗撮をしていた男を取り押さえ、警察に引き渡していたことが7月16日に報道された。
2008年7月21日、DREAM.5で中村大介と対戦し、腕ひしぎ十字固めで一本負け。
2008年12月31日、Dynamite!! 〜勇気のチカラ2008〜で坂口征夫と対戦。右アッパーでダウンを奪うとパウンドで失神させ、KO勝ちを収めた。
2009年2月23日、「K-1 WORLD MAX 2009 〜日本代表決定トーナメント〜」に出場。なお、前日計量でアンディは規定体重70kgを700gオーバーし、ペナルティとして減点1を課された。1回戦で2年ぶりの再戦となる小比類巻太信と対戦。お互い手数が少なくクリンチの多い展開となり、減点も響き0-2の判定負け。試合後、「（クリンチばかりする）小比類巻はK-1ルールに向いていない。二度と試合をしたくない」と発言した。
2010年12月31日、Dynamite!! 〜勇気のチカラ2010〜で古木克明と対戦し、3-0の判定勝ちを収めた。

### ボクシング
K-1の業績悪化に伴いプロボクサーを目指して元世界チャンピオン平仲明信が会長を務める平仲ボクシングスクールジムでトレーニングを開始、2011年7月8日にプロテストに合格した。8月31日の日本武道館にて行われた亀田興毅・清水智信ダブル世界戦のアンダーカードでボクサーデビューし、アマチュア時代に全日本社会人優勝経験のある野村明広に2回1分36秒TKO勝利。
10月26日、後楽園ホールにおいて2戦目にしてメインに抜擢され、クンドン・チャイヨンジム（タイ）と対戦。開始早々ダウンを奪うが、初回のうちに逆転KOを奪われ敗戦。
12月25日、プロテストを受験した会場でもある福岡市九電記念体育館での黒木優子 vs アマラー・ゴーキャットジムの世界王座挑戦者決定戦のアンダーカードとして、日本3位の福山和徹と対戦。初回でダウンを奪うが、1-2の判定で敗れ連敗となった。
その後、実兄ボビーがセコンドライセンス剥奪された事もあり自身もボクサーライセンスの更新を行わず、日本ボクシングコミッションに引退を通達し、引退した。

### キック復帰
2012年10月27日のGRABAKA有明大会に参戦し、キックルールを戦うことが発表された。

## 戦績

### キックボクシング
| キックボクシング 戦績 | キックボクシング 戦績 | キックボクシング 戦績 | キックボクシング 戦績 | キックボクシング 戦績 | キックボクシング 戦績 | キックボクシング 戦績 |
| --------------------- | --------------------- | --------------------- | --------------------- | --------------------- | --------------------- | --------------------- |
| 9 試合                | (T)KO                 | 判定                  | その他                | 引き分け              | 無効試合              |                       |
| 2 勝                  | 0                     | 2                     | 0                     | 0                     | 0                     |                       |
| 7 敗                  | 0                     | 7                     | 0                     | 0                     | 0                     |                       |

| 勝敗 | 対戦相手                    | 試合結果          | 大会名                                                                   | 開催年月日     |
| ×    | 小比類巻太信                | 3R終了 判定0-2    | K-1 WORLD MAX 2009 〜日本代表決定トーナメント〜 【1回戦】                | 2009年2月23日  |
| ×    | 金井健治                    | 3R終了 判定0-3    | SHOOT BOXING 2008 火魂〜Road to S-cup〜 其の参                           | 2008年5月28日  |
| ×    | 城戸康裕                    | 3R終了 判定0-3    | K-1 WORLD MAX 2008 〜日本代表決定トーナメント〜 【準決勝】               | 2008年2月2日   |
| ○    | 山本優弥                    | 3R終了 判定3-0    | K-1 WORLD MAX 2008 〜日本代表決定トーナメント〜 【1回戦】                | 2008年2月2日   |
| ×    | アンディ・サワー            | 3R終了 判定0-3    | SHOOT BOXING BATTLE SUMMIT GROUND ZERO TOKYO 2007                        | 2007年10月28日 |
| ×    | TATSUJI                     | 3R終了 判定0-2    | K-1 WORLD MAX 2007 〜世界一決定トーナメント開幕戦〜 【スーパーファイト】 | 2007年6月28日  |
| ×    | ブアカーオ・ポー.プラムック | 3R終了 判定0-3    | K-1 WORLD MAX 2007 〜世界最終選抜〜                                      | 2007年4月4日   |
| ○    | 小比類巻貴之                | 延長R終了 判定3-0 | K-1 WORLD MAX 2007 〜日本代表決定トーナメント〜 【1回戦】                | 2007年2月5日   |
| ×    | 安廣一哉                    | 3R終了 判定0-2    | K-1 WORLD MAX 2006 〜世界王者対抗戦〜                                    | 2006年9月4日   |

### 総合格闘技
| 総合格闘技 戦績 | 総合格闘技 戦績 | 総合格闘技 戦績 | 総合格闘技 戦績 | 総合格闘技 戦績 | 総合格闘技 戦績 | 総合格闘技 戦績 |
| --------------- | --------------- | --------------- | --------------- | --------------- | --------------- | --------------- |
| 4 試合          | (T)KO           | 一本            | 判定            | その他          | 引き分け        | 無効試合        |
| 3 勝            | 1               | 0               | 2               | 0               | 0               | 0               |
| 1 敗            | 0               | 1               | 0               | 0               | 0               | 0               |

| 勝敗 | 対戦相手 | 試合結果                          | 大会名                                | 開催年月日     |
| ○    | 古木克明 | 5分3R終了 判定3-0                 | Dynamite!! 〜勇気のチカラ2010〜       | 2010年12月31日 |
| ○    | 坂口征夫 | 1R 3:52 KO（右アッパー→パウンド） | Dynamite!! 〜勇気のチカラ2008〜       | 2008年12月31日 |
| ×    | 中村大介 | 1R 3:41 腕ひしぎ十字固め          | DREAM.5 ライト級グランプリ2008 決勝戦 | 2008年7月21日  |
| ○    | 金子賢   | 5分3R終了 判定3-0                 | K-1 PREMIUM 2006 Dynamite!!           | 2006年12月31日 |

### ボクシング
| 戦           | 日付           | 勝敗 | 時間    | 内容    | 対戦相手                 | 国籍 | 備考                     |
| ------------ | -------------- | ---- | ------- | ------- | ------------------------ | ---- | ------------------------ |
| 1            | 2011年8月31日  | 勝利 | 2R 1:36 | KO      | 野村明広(広島拳闘会)     | 日本 | プロデビュー戦           |
| 2            | 2011年10月26日 | 敗北 | 1R 1:08 | TKO     | クンドン・チャイヨンジム | タイ | 対戦相手のプロデビュー戦 |
| 2            | 2011年12月25日 | 敗北 | 6R      | 判定1-2 | 福山和徹(冷研鶴崎)       | 日本 |                          |
| テンプレート |                |      |         |         |                          |      |                          |

## 出演番組
- ガイジンさん大指摘!爆笑!日本人の急所! （2004年10月 - 、毎週金曜、ラジオ日本）
- いきなり黄金伝説 タカトシVSボビー兄弟VSアンタ

サバイバル0円生活5時間SP 2007

### 戦績
- K-1 選手データ - ウェイバックマシン（2011年2月18日アーカイブ分）
- DREAM 選手データ
- アンディ・オロゴンの戦績 - SHERDOG（英語）
- アンディ・オロゴンの戦績 - BoxRec（英語）